# Binden (Kochen)

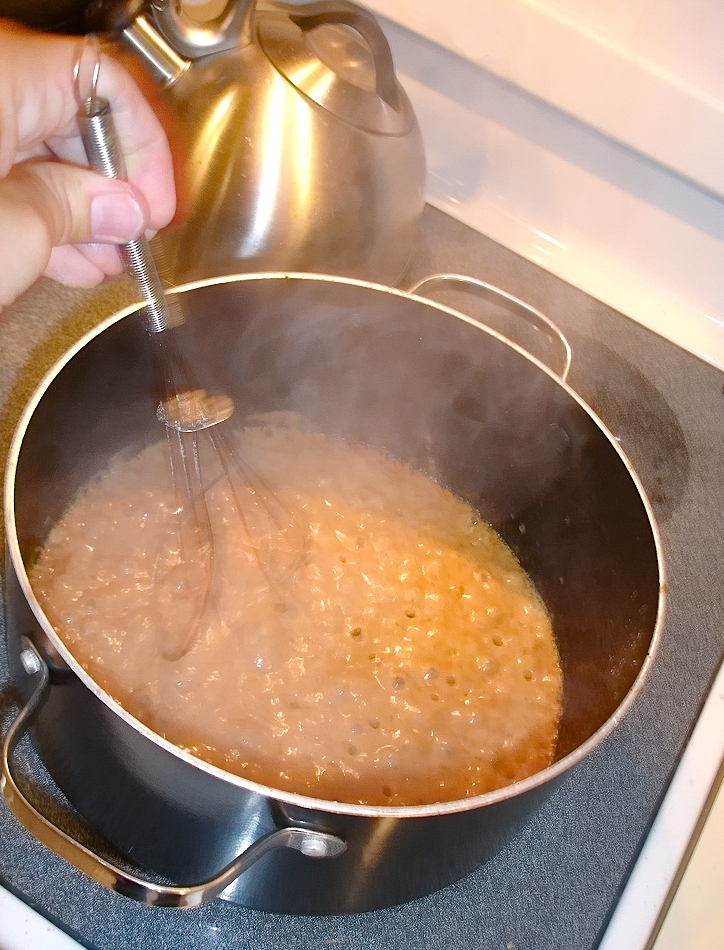
Abbinden einer Bratensauce, hier beim Aufkochen nach Zugabe von Mehl sowie von Butter und Sahne zum zuvor mit Wein abgelöschten Bratensatz

Unter Binden, Abbinden, Abziehen oder Legieren wird beim Kochen das Andicken von Flüssigkeiten wie Suppen und Saucen verstanden, um eine cremigere Konsistenz der so erzielten Legierung zu erreichen. Das kann einerseits durch Zutaten erzielt werden, die Wasser binden, andererseits durch solche, die Fett und Wasser emulgieren.

## Arten der Bindung

### Stärkeverkleisterung
Eine Möglichkeit der Bindung von Suppen und Saucen ist die Zugabe von Stärke zu wässrigen Flüssigkeiten. Stärke kann unter Hitzeeinwirkung ein Vielfaches ihres Eigengewichtes an Wasser physikalisch binden, aufquellen und verkleistern. Stärke quillt ab 80 bis 90 Grad Celsius, Mehl bindet ab 90 bis 100 Grad.
Alle Mehle von Getreiden oder Hülsenfrüchten können grundsätzlich zum Binden verwendet werden. Es finden jedoch wegen der unterschiedlichen Bindekraft (Stärkegehalt), dem Beigeschmack oder der Wirkung Flüssigkeiten pappig werden zu lassen, nicht alle Mehle gleichermaßen Anwendung. Klassisch für die Bindung von Saucen und Suppen ist die Mehlschwitze (auch Roux oder Einbrenn genannt). Hier wird Mehl (meistens Weizenmehl) mit Fett (klassisch Butter, aber auch Öl, Margarine, Erdnussbutter, Käse) erhitzt. Durch die Hitze wird die Stärke des Mehls zu Dextrin aufgeschlossen und die Schwitze verliert den mehligen Beigeschmack. Die durch Erhitzen aufgeschlossene Stärke hat die erhöhte Bindefähigkeit für die anschließend hinzugegebene Flüssigkeit. Ein ähnliches Ergebnis wird mit Mehlbutter (beurre manié) erreicht. 
Beliebt für die Bindung von klaren Suppen und Saucen ist auch Maisstärke oder Kartoffelstärke. Die Stärke wird mit ein wenig kalter Flüssigkeit angerührt und dann unter die Speise gemischt. Die Bindung setzt erst nach kurzem Aufkochen ein. Es können auch mehlige Kartoffeln püriert werden oder Püreepulver hinzugegeben werden. 
Soßenbinder als Fertigprodukte enthalten in der Regel speziell gekörnte Stärke, die, ohne zu verklumpen, in die kochende Flüssigkeit gegeben werden kann. 
Weitere Möglichkeiten der Bindung durch Stärke ist die Hinzugabe von Brot. Dieses wird etwas gekocht und danach entweder püriert oder durch ein Sieb passiert.

### Emulsion von Fett und Wasser
Durch Emulgatoren lassen sich Fett und Wasser verbinden, was durch bloßes Verrühren nicht möglich ist. Eigelb, Senf, Tomatenmark oder Butter/Milcherzeugnisse enthalten Öl-in-Wasser-Emulgatoren. 
Fettige Flüssigkeiten, wie Butter oder Öl können wie bei der Holländischen Sauce oder der Mayonnaise durch die Hinzugabe von Eigelb und Senf emulgiert werden. Wird Eigelb zum Abbinden verwendet, spricht man davon, dass die Masse zur Rose abgezogen wird. Sie wird dabei auf über 65 °C erhitzt (idealerweise auf ca. 72 °C, um die Bindung durch Denaturierung von nur einer Proteingruppe zu maximieren) und nicht über 85 °C, da sie sonst vollständig gerinnt und alle enthaltenen Proteine verklumpen.
Die wässrigen und fettigen Anteile im Bratensatz (Jus) oder Fond können im Saucenansatz durch Hinzugabe von Tomatenmark emulgiert werden oder bei mehr Flüssigkeit durch eine Eigelb/Sahne-Mischung Legierung legiert werden. Wird Eigelb und Sahne (alternativ auch Milch oder Weißwein) verwendet spricht man von einer Liaison (auch Legierung).
Auch wenn es sich streng genommen nicht um eine Legierung handelt, wird das Binden mit einer Liaison als Legieren bezeichnet. Je nach zu bindender Speise werden unterschiedliche Rezepturen verwendet. Für eine Samtsuppe verwendet man zum Beispiel einen Eidotter (ca. 50 g) und 100 ml Sahne, für Saucen und Pürees etwa 2–4 Eigelb und 50 bis 200 ml Sahne.
Den physikalischen Prozess der Emulsion macht sich der Koch auch zu Nutze durch das Aufmontieren durch kalte Butter. Butter ist bereits eine Emulsion aus Milchfett und feinen Wassertropfen. Ab einer Temperatur von 70 °C trennen sich enthaltenes Fett und Wasser voneinander. Wird die Flüssigkeit während des Montierens zu heiß, zerfällt die Emulsion. Ein ähnlicher Effekt wird durch die Hinzugabe von Creme fraiche, Sauerrahm oder geschlagener Sahne erreicht. 

### Gelatine
Gelatine hat die Fähigkeit Schäume und Emulsionen zu bilden und zu stabilisieren. Verwendet man bei der Herstellung von Saucen statt des Bratensatzes (Jus) einen aus Knochen gekochten Fonds, sorgt die so gelöste Gelatine bereits für eine Grundbindung. Gelatine kann auch hinzugegeben werden. Das findet häufig bei Terrinen oder Süßspeisen statt. 

### Übersicht über weitere Bindemittel
Weitere Bindemittel (Verdickungsmittel) sind:
- Agar (E 406)
- Eigelb
- Gelatine
- Mehlschwitze
- Mehlbutter
- Pektin (E 440)
- Tapiokastärke
- Sago
- Guarkernmehl (E 412)
- Sahne
- Blut
- Johannisbrotkernmehl
- Pfeilwurzelmehl
- Kuzu (Kudzu)
- Okra

## Andickung von Flüssigkeiten ohne Bindung
Ohne eine Bindung herzustellen, lassen sich Flüssigkeiten auch andicken durch Einreduzierung oder Pürieren von Gemüse, wie Röstgemüse. 